# Kāzheh
Kāzheh (persiska: کاژه) är en ort i Iran.   Den ligger i provinsen Västazarbaijan, i den nordvästra delen av landet, 500 km väster om huvudstaden Teheran. Kāzheh ligger 1 275 meter över havet och antalet invånare är 200.
Terrängen runt Kāzheh är kuperad. Runt Kāzheh är det ganska tätbefolkat, med 80 invånare per kvadratkilometer. Närmaste större samhälle är Vāvān, 3,7 km norr om Kāzheh. Trakten runt Kāzheh består till största delen av jordbruksmark.